# 山口光秀
山口 光秀（やまぐち みつひで、1927年9月16日 - 2004年7月26日）は、日本の官僚。元大蔵事務次官、元東京証券取引所理事長。従三位勲一等瑞宝章。

## 来歴
東京府出身。1940年 府立一中入学。一中では杉山和男（通産事務次官）、筧栄一（検事総長）、岡島和男（中国財務局長、日本たばこ産業役員、日住金会長）、手島冷志（駐伊大使、外務審議官）、柳健一（駐韓大使）、出光昭介（出光興産会長）らと同期。1944年10月 海兵76期入校。その後一高を経て、1951年に東京大学法学部政治学科卒業。同年4月、大蔵省入省。大臣官房文書課配属。入省同期には、次官レースに最期まで残った加藤隆司（国際金融局長から理財局長）、清水汪（環境事務次官、内閣審議室長）、上述の岡島和男、米里恕（銀行局長）、大原一三など。
芝税務署所得税課、草津税務署長、和歌山県総務部財政課長、主計局主計官補佐（主査）、行政管理庁行政管理局管理官を経て、次官コースである大蔵省主計局主計官（法規課、総務課（企画）、農林担当）、理財局資金第一課長、大臣官房文書課長、近畿財務局長を歴任。1977年に主計局次長（次席）、翌年に経済企画庁長官官房長に就任。
1980年6月17日、高橋元次官時代に官房長就任。官房長時代には、叩き上げの "ノンキャリア"ながら石井直一を印刷局長に抜擢したことで話題となった。また、"増税なき財政再建"路線を打ち出した第二次臨時行政調査会を前に、概算要求基準において予算の伸び率をゼロに抑えた「ゼロ・シーリング」の発案者だとされている。これは当時利権分配によって全盛を極めていた田中角栄ら政治家の介入による際限ない予算拡大を抑える目的であるとされる。
1982年6月1日に主計局長就任。1984年度の予算編成において、第2次中曽根内閣が防衛費1%枠の撤廃に動いた時には鋭く対立、一旦は中曽根の意向を汲んで1.1%となったが、その後の組み換えで0.991%に落とし込んでいる。1%突破は、1987年度まで待つこととなった。
1984年6月27日から1986年6月10日にかけて、大蔵事務次官を務めた。任期中の1985年にプラザ合意による円高不況が発生したが、日本銀行（澄田智総裁）に指示して金融緩和をおこなって不況を1年で脱出、バブル景気への端緒となった。また、ゴルフ場で磯田一郎住銀頭取と平和相互銀行の乱脈処理及び住銀への吸収合併で合意する。
のちの斎藤次郎次官時代に吉野良彦、平澤貞昭らの次官経験者らと共に日銀総裁候補となり、英会話の勉強も始めていたが、結局は松下康雄に収まった。現職時代から花柳界でも浮名を流すなどダンディで知られており、総裁人事の時期に週刊誌にリークされたのが致命傷となった。
退官後は、1987年10月から海外経済協力基金（のち国際協力銀行）総裁、1990年に日本輸出入銀行（のち国際協力銀行）総裁。1994年から2000年まで東京証券取引所理事長に就任。以後、東証理事長には土田正顕が後任に座り、自らは資本市場振興財団理事長に就いた。
2002年、勲一等瑞宝章受章。
7月26日午後3時57分、心不全のため東京都内の病院で死去。76歳。